# Leopold Steffelin von Hartenstein
Leopold Ritter Steffelin Edler von Hartenstein (* 13. Dezember 1797 in Wurzach; † 31. Oktober 1859 in Ravensburg) war ein deutscher Jurist und Politiker.

## Leben
Als Sohn eines Geheimen Rates und Fürstlich Waldburg-Wurzach’schen Kanzlers geboren, studierte Steffelin nach dem Besuch des Gymnasiums in Kempten von 1815 bis 1818 Rechtswissenschaften in Tübingen. 1816  schloss er sich der Burschenschaft Alte Arminia Tübingen bzw. seit 1818 der Burschenschaft Germania an. Nach seinem Studium wurde er Oberjustizprokurator in Ulm. Er war 1850 Mitglied der Dritten Verfassungberatenden Landesversammlung des Königreichs Württemberg für das Oberamt Wangen, in der er als Schriftführer im Vorstand fungierte.